# Пивоварна Хаберман
 Тази статия е за българската пивоварна компания.  За едноименната марка бира вижте Хаберман.  
„Хаберман“ е бивша пивоварна фабрика, със седалище град Русе, основана през 1882 г. и прекратила самостоятелното си съществуване през 1903 г., когато е закупена и става част от „Българско пивоварно дружество Шумен - Русе“АД

## История на Пивоварната фабрика „Хаберман“
Строителството на пивоварната фабрика „Хаберман“ започва през 1876 г. от австрийския предприемач Йохан Хаберман. Строежът е на брега на Дунав, недалеч от град Русе. След обявяването на Руско-турската война (1877-1878) строителството спира. След края на войната и създаването на новата българска държава, Йохан Хаберман се споразумява с новите български власти, строителството е довършено и през 1882 г. пивоварната фабрика е пусната в експлоатация. Оборудвана е с машини от чешката фирма „Новак и Ян“ и за времето си е от най-модерните на Балканите. „Хаберман“ е втората русенска фабрика - другата „Света Петка“ работи още отпреди Освобождението.  „Първа българска парна пивоварна“, както е официалното име на фабриката, е проектирана от чеха Густав Новак.  През 1889 г. пивоварната произвежда и винен коняк, който печели сребърен медал на Първото българско изложение в Пловдив през 1892 г., и още в края на същата година се предлага на пазара.
През 1896 г. Йохан Хаберман продава фабриката на евреина Розанис. През тези години годишното производство е както следва: през 1895 г. – 364 500 литра, през 1896 г. – 300 810 л., през 1897 г. – 300 770 л., през първото полугодие на 1898 г. – 229 500 л.
През 1899 г. чехът Франц Милде майстор-пивовар на шуменската пивоварна, влиза в конфликт със съдружниците си, напуска Шумен и идва в Русе, където купува на дългосрочно изплащане пивоварната „Хаберман“.  Научавайки за тази сделка, съдружниците на Милде, се споразумяват с него, и през 1903 г. той им продава русенската фабрика и се завръща в Шумен.
Така „Хаберман“ става собственост на шуменското пивоварно дружество, което се преименува в „Българско пивоварно дружество Шумен – Русе“.
Новото дружество веднага подобрява производството в русенската си фабрика. През 1904 г. са произведени 756160 литра бира, а през 1910 г. годишната продукция достига 1 428 840 литра. През 1913 г. фабриката се разширява. построяват се нови складове, доставят се нови машини от „Новак и Ян“, както и нова парна машина с мощност 150 к.с. След монтирането на новите съоръжения капацитетът на русенската фабрика достига 3 000 000 литра годишно. В производството са ангажирани около 70 работници. През 1920-1921 г. за нуждите на фабриката са закупрени 3 товарни автомобила – два „Фиат“ по 1,5 тона и 1 петтонен „Пакард“, които обслужват района на града и околията.
Силната конкуренция и общия спад в производството и потреблението на бира след Първата световна война принуждава собствениците на пивоварни фабрики в България да образуват на 3 април 1927 г. пивоварен картел, в който влизат всички съществуващи към момента 18 фабрики, между които и „Българско пивоварно дружество Шумен – Русе"АД. По решение на картела се затварят 12 пивоварни фабрики, сред които и фабриката в Русе.  Ферментационните съдове и други машини и съоръжения са демонтирани и пренесени в шуменската фабрика, а в Русе се запазват само инсталациите на малцерая и производството на малц.
През 1941 г. избите на старата фабрика в Русе се приспособяват като складове, а първото отделение на шуменската фабрика се реорганизира в малцерай.  През 1945 г. фабриките в Шумен и Русе се разделят и започват да функционират самостоятелно. Фабриката в Русе се отделя от шуменското дружество в ново акционерно дружество със същите акционери и с 30 милиона лева капитал, с предмет – производство на ракия, коняк и малц. 
На 23.12.1947 г. Народното събрание приема Закон за национализацията на частните индустриални и минни предприятия и банки. В този ден всички фабрики са национализирани. Русенската фабрика също е национализирана и впоследствие на нейно място е изграден консервният комбинат „Дунавия“ – Русе.
Името „Хаберман“ се появява отново през 1990-те като регионална търговска марка бира на „Варненско пиво“АД, впоследствие и на „Леденика и ММ“АД, като след фалита на последната компания в началото на 2012 г. производството и е преустановено.